# Montagnards (Frankrijk)

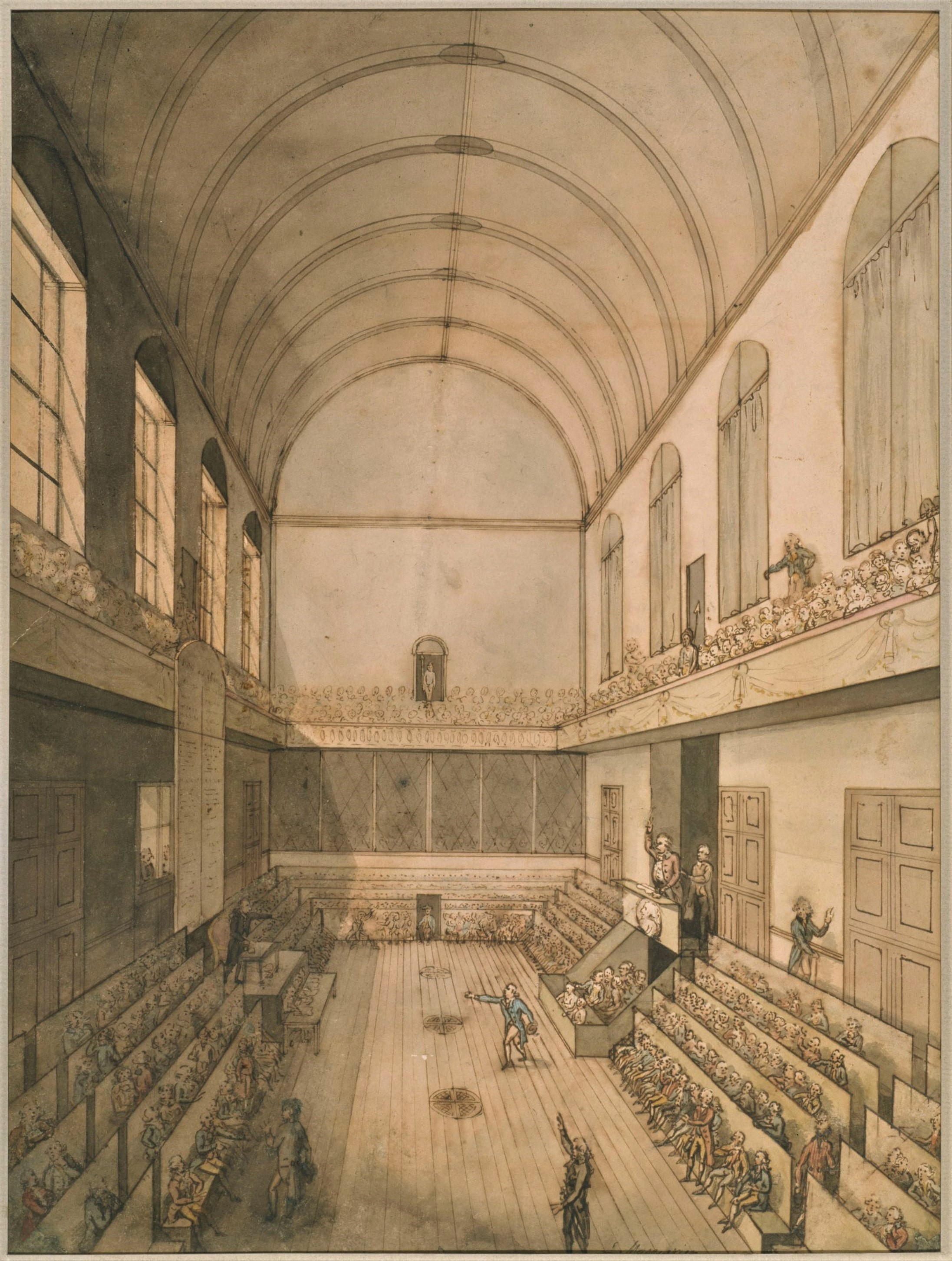
De Manège van de Tuilerieën waarin de Nationale Conventie tot 9 mei 1793 vergaderde.

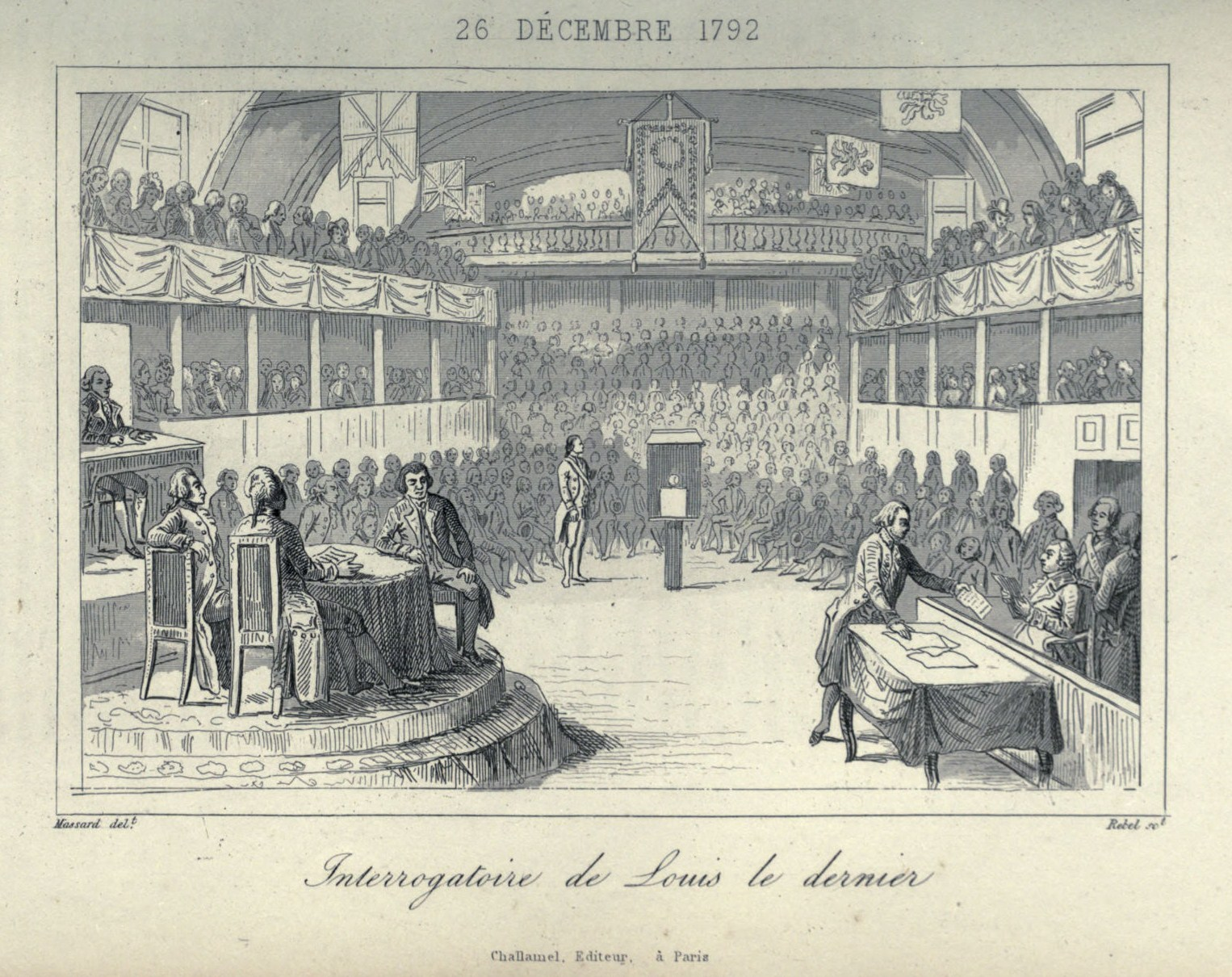
De ondervraging van Louis XVI in de Nationale Conventie

De montagnards waren de links-radicale politici in de Wetgevende Vergadering en de Nationale Conventie. Ze hadden grote invloed tijdens en na de Franse Revolutie.
De betekenis van de naam "montagnards" heeft te maken met hun plaats in de vergaderzaal op verhoogde banken, als het ware tegen de helling van een berg ('montagne'). De term montagnards werd pas in 1793 algemeen. In de Nederlandstalige literatuur of vertaling worden montagnards ook wel de 'Bergpartij' genoemd.
De montagnards waren afkomstig uit de clubs van de jacobijnen of cordeliers. Robespierre, Georges Danton, Jean-Paul Marat, Lazare Carnot, Paul Barras, Joseph Fouché, Charles Delacroix en Jacques-René Hébert behoorden tot de belangrijkste woordvoerders. Hun tegenstanders waren de girondijnen die de rijke, liberale burgerij vertegenwoordigden. Zij verzetten zich onder leiding van Jacques Pierre Brissot tegen de radicale en overmatige invloed van de Commune van Parijs. De 'derde partij', een wisselende en grote groep republikeinen, zat in de zaal, (de 'plaine' of de 'marais').
De montagnards vertegenwoordigden de sansculotten van Parijs, de winkeliers, de handwerk- en ambachtslieden. Om hun steun te winnen bouwden de Montagnards een economische organisatie op, die kan worden gekenmerkt door inbeslagname, reglementering en nationalisering.

## Geschiedenis
De tegenstellingen tussen de girondijnen en de montagnards kwamen voor het eerst aan het licht na de Bestorming van de Tuilerieën. De montagnards probeerden na afloop van de Septembermoorden gebruik te maken van de ontstane situatie en de girondijnen in een kwaad daglicht te stellen. De montagnards waren geïnteresseerd in actie, de girondijnen meer in de theorie. De montagnards wilden centralisatie van de macht in Parijs, de girondijnen juist niet. De verschillen in zienswijze zou leiden tot openlijke vijandschap. In oktober 1792 wonnen de "montagnards" aan invloed. Hun eis omtrent de veroordeling van de koning werd steeds luider en hardnekkiger. Het debat over het lot van de koning duurde 24 dagen.
In februari 1793, na de executie van de koning, werd een nieuwe constitutie ingediend, de Franse Grondwet van 1793. Vier maanden later waren nog maar zes van de 350 artikelen behandeld.
Op 10 maart begon de Opstand in de Vendée. Na het verraad van Dumouriez was het gedaan met de grootste partij, de girondijnen. Alom heerste chaos: militaire nederlagen, aristocratische contrarevolutie, economische crisis, en burgeroorlog zouden vragen om daadkracht en een oplossing. Op 10 maart werd een revolutionaire rechtbank ingesteld. Op 18 maart 1793 werd de doodstraf geëist voor iedere voorstander van de agrarische wet.  Op 6 april werd het beruchte Comité de Salut Public opgericht om tegenstanders zo snel mogelijk gevangen te nemen en te veroordelen; de macht kwam zo veel mogelijk in Parijs te liggen. Al snel werden allerlei maatregelen genomen om de koopkracht en het welzijn van de ontevreden massa te verbeteren. Op 11 april werd een vaste koers voor de assignaten ingesteld.
Op 24 april hield Robespierre een rede over de nieuwe Verklaring van de rechten van de mens en de burger. Maximumprijzen voor graan en meel op 4 mei moest hun positie verlichten. Op 20 mei werd een gedwongen lening bij vermogende Fransen voorgesteld.
De girondijnen begonnen een tegenaanval en Hébert werd op 24 mei gevangengezet. Robespierre riep twee dagen later het volk op tot verzet. Op 29 mei werd het gemeentebestuur van Lyon, bestaande uit Montagnards, afgezet. Op 31 mei luidden de alarmklokken in Parijs en klonken er schoten. Wat volgde was het best georganiseerde oproer tijdens de Franse Revolutie. Op 2 juni werden de Girondijnen op advies van Georges Couthon uit de Conventie gezet.
De devaluatie van de assignaat maakte de levensmiddelencrisis nog ernstiger. De inflatie woekerde voort en versterkte de prijsstijgingen. Op 10 juni werd machtiging verleend tot gratis verdeling van gemeenschapsgronden onder de bevolking. Door federalistische opstanden in de provincie, uitgeroepen in Lyon, Marseille, Caen en Bordeaux, ontstond er een vleesschaarste in Parijs; eind juni brak een zeepoproer uit dat drie dagen duurde.
In juli beleefde de crisis een dieptepunt. Marat werd vermoord en Danton en enkele gematigde medestanders in het comité van algemeen welzijn werden vervangen door Saint-Just en Couthon. Aan het einde van de maand nam Robespierre zelf zitting. De twaalf man van het comité hadden nu bijna alles voor het zeggen. De gematigden stelden in augustus nieuwe verkiezingen voor in de hoop de Montagnards te verslaan. De Verklaring van de Rechten van de Mens en de Burger was intussen aangenomen, maar de invoering is vanwege de crisis uitgesteld. Rondom Toulon werd hard gevochten tegen royalisten.
Eind augustus werden alle compagnieën en naamloze vennootschappen opgeheven. De graanvoorziening schoot tekort en op 4 september kwam de volkswoede tot een uitbarsting. De volgende dag werd het Schrikbewind ingesteld. Pas eind september werden algemene maximumprijzen vastgesteld. De zwarte markt breidde zich sterk uit.
In het voorjaar van 1794 begon een nieuwe economische politiek. De prijsbeheersing was een aanfluiting geworden en de zwarte markt tierde welig. Acties tot loonsverhoging werden onderdrukt met behulp van de Wet Le Chapelier.
Na de val van Robespierre verloren de montagnards alle invloed. De leden liepen over naar de 'plaine'.

## Revolutiejaar 1848
De montagnards speelden ook een belangrijke rol in de februarirevolutie van revolutiejaar 1848 onder leiding van Alexandre Ledru-Rollin.
Nationale Grondwetgevende Vergadering (1789–91) · Wetgevende Vergadering (1791–92)

Nationale Conventie (1792–95): Girondijnen (1792–93) · Montagnards (1793–94) · Thermidorianen (1794–95)

Tijdens het Directoire: Raad van Vijfhonderd en Raad van Ouden (1795–99)